# Plectris penaella
Plectris penaella är en skalbaggsart som beskrevs av Frey 1967. Plectris penaella ingår i släktet Plectris och familjen Melolonthidae. Inga underarter finns listade i Catalogue of Life.